# Boris Alexejewitsch Dobaschin
Boris Alexejewitsch Dobaschin (russisch Борис Алексеевич Добашин, Transliteration Boris Aleksejevič Dobaschin; * 8. April 1966) ist ein ehemaliger sowjetischer, dann russischer Fußballspieler.

## Leben
Er besuchte eine Fußballschule in Moskau und kam erst relativ spät zum Profifußball. Er spielte bis 1989 in der zweiten Mannschaft von Dynamo Moskau, bevor er zum damaligen Zweitligisten Dinamo Suchumi nach Abchasien kam. Dort erspielte er sich einen Stammplatz, verließ den Verein aber, als Abchasien nach dem Zerfall der Sowjetunion in einen Bürgerkrieg stürzte.
Nachdem er zunächst zu Dynamo Moskau zurückkehren wollte, wechselte er 1992 zu Spartak Wladikawkas in die neugegründete russische Liga, wo er sich jedoch nicht durchsetzen konnte. Dobaschin wurde daraufhin noch im selben Jahr vom slowakischen Verein Inter Bratislava verpflichtet.
Nach der Saison 1993 beendete er seine Karriere als aktiver Spieler.